# Кашмирская коза

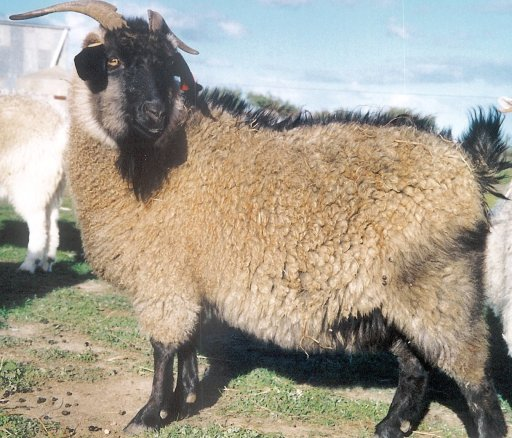

Кашмирская коза — порода домашних коз из гималайского региона Кашмир, дающая кашемировую шерсть (тонкий, мягкий, пуховый зимний подшёрсток животного) в коммерчески значимых качестве и количестве. Относится к пуховым породам (наряду с такими породами, как пигора, нигора и ангора).
Подшёрсток кашмирских коз отрастает по мере сокращения светового дня и сочетается с наружным покровом из грубого остевого волоса, который присутствует круглый год. Пух (подшёрсток) производится вторичными волосяными фолликулами, а остевой волос — первичными фолликулами. В год одна коза даёт всего 85–140 г годного к использованию пуха (тогда как, скажем, оренбургская коза — до 1500 г пуха), что обусловливает высокую стоимость истинного кашемира.
По состоянию на 1994 год, поголовье коз в Китае оценивалось примерно в 123 миллиона, что делает его крупнейшим производителем кашемирового пуха. В начале XXI века реализуется несколько программ по выведению более продуктивных пород. 